# Pelangiran (plaats)
Pelangiran is een bestuurslaag in het regentschap Indragiri Hilir van de provincie Riau, Indonesië. Pelangiran telt 4315 inwoners (volkstelling 2010).